# Aptychella delicata
Aptychella delicata là một loài Rêu trong họ Sematophyllaceae. Loài này được (M. Fleisch.) M. Fleisch. mô tả khoa học đầu tiên năm 1923.